# 卢瓦尔河畔圣塞巴斯蒂安
卢瓦尔河畔圣塞巴斯蒂安（法語：Saint-Sébastien-sur-Loire，法語發音：[sɛ̃ sebastjɛ̃ syʁ lwaʁ]）是法国大西洋卢瓦尔省的一个市镇，位于该省中部，属于南特区和南特都会区，其市镇面积为11.66平方公里，2022年1月1日时人口数量为28,373人。
卢瓦尔河畔圣塞巴斯蒂安是南特都会区的组成部分，位于南特市区东南，卢瓦尔河左岸，有多条公交线路连接南特市区。

## 行政
卢瓦尔河畔圣塞巴斯蒂安的邮政编码为44230，INSEE市镇编码为44190。

## 地理

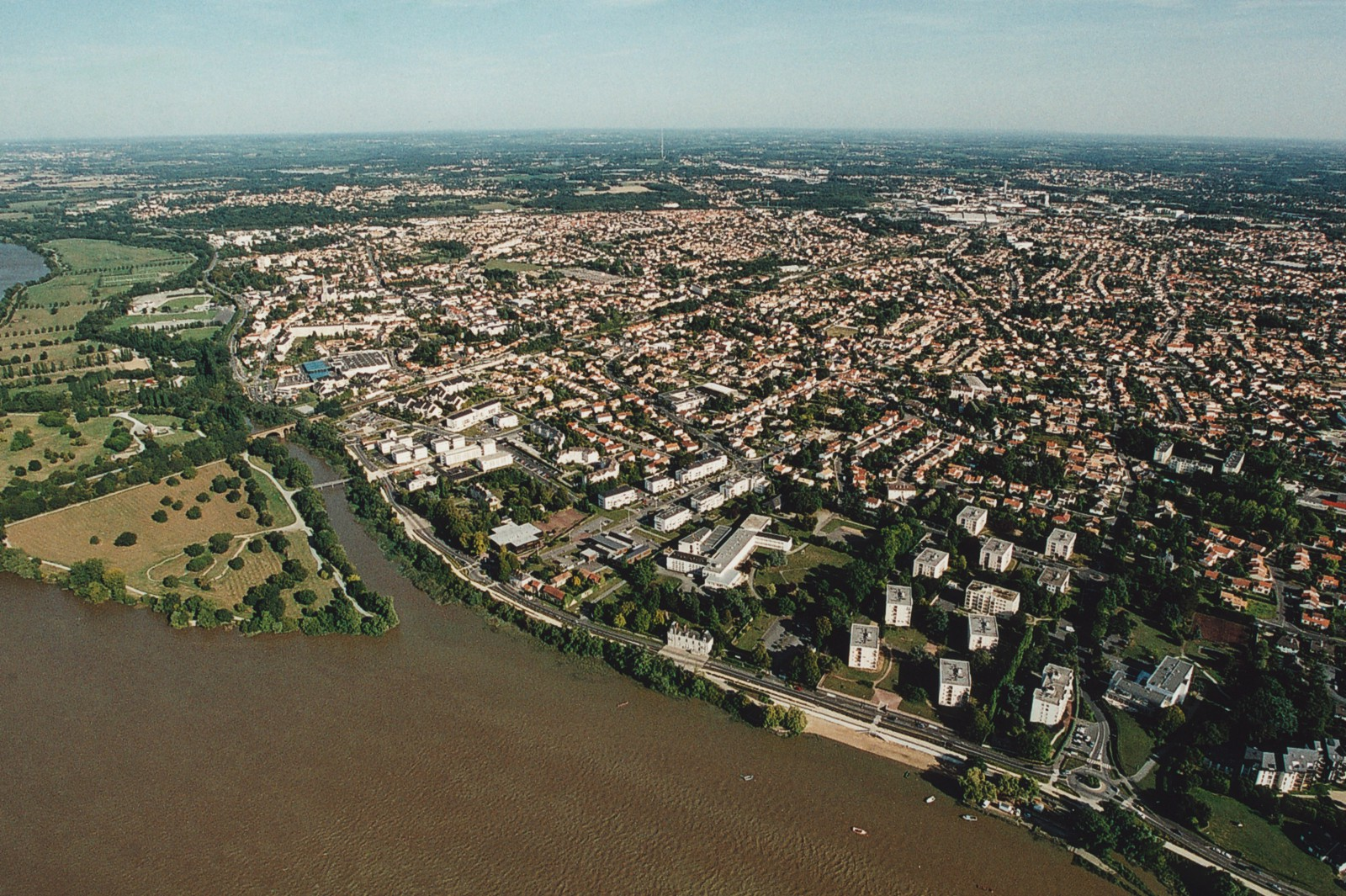
鸟瞰卢瓦尔河畔圣塞巴斯蒂安

卢瓦尔河畔圣塞巴斯蒂安（47°12'26"N, 1°30'9"W）位于法国西北部，卢瓦尔河地区大区西部和大西洋卢瓦尔省中部。
与卢瓦尔河畔圣塞巴斯蒂安接壤的市镇包括：南特、下古莱讷、韦尔图。
卢瓦尔河畔圣塞巴斯蒂安位于卢瓦尔河干流的左岸。境内地势平坦，海拔在2至33米之间。
按照柯本气候分类法，卢瓦尔河畔圣塞巴斯蒂安属于较为典型的温带海洋性气候，全年温差较小，降水分布均匀。

## 历史
卢瓦尔河畔圣塞巴斯蒂安历史悠久，在罗马人入侵以前就已成为安比利亚特人的活动中心，后成为两个阿基坦行省北部的边境市镇，中世纪时长期为一个堂区，工业革命时期得到快速发展，二战后逐渐发展成为南特东部的一个卫星城。

## 交通
南特－桑特铁路经过境内并设有两个通勤车站。
南特环城大街东南段经过境内并设有两个出入口。C9线、27路、28路、30路和42路经过卢瓦尔河畔圣塞巴斯蒂安境内并设有站点。

## 人口
| 年份   | 1936  | 1946  | 1954  | 1962   | 1968   | 1975   | 1982   | 1990   | 1999   | 2006   | 2011   | 2016   | 2018   |
| ------ | ----- | ----- | ----- | ------ | ------ | ------ | ------ | ------ | ------ | ------ | ------ | ------ | ------ |
| 人口數 | 5,113 | 6,637 | 8,427 | 11,830 | 14,159 | 17,326 | 17,825 | 22,202 | 25,223 | 24,508 | 25,293 | 26,872 | 27,383 |

## 友好城市
- 德国 格林德
- 英国 波斯考尔